# 古沢一誠
古沢 一誠（ふるさわ いっせい、1954年6月12日 - ）は、日本の漫画原作者。秋田県出身。

## 経歴
1980年、『月刊コロコロコミック』（小学館）に掲載された『スケボー野郎 アポロ』（画：愛川てつや）でデビュー。作品は実兄である峰岸とおるとの共筆が多い。代表作に『あばれ!隼』、『かっとび!童児』がある。『かっとび!童児』は1989年にパック・イン・ビデオよりディスクシステム専用ソフトでゲーム化された。

## 作品リスト
- スケボー野郎 アポロ（画：愛川てつや、月刊コロコロコミック、小学館）
- マットの旋風（画：峰岸とおる、週刊少年マガジン、講談社）
- あばれ!隼（画：峰岸とおる、月刊コロコロコミック、小学館、全10巻）
- ローラーポリス太陽刑事（画：ほしの竜一、月刊コロコロコミック、小学館）
- 探偵◆力豪（画：峰岸とおる、プレイコミック、秋田書店、全3巻）※単行本には古沢の名前がクレジットされていない
- かっとび!童児（画：たかや健二、月刊コロコロコミック、小学館、全8巻）
- ハイエナボーイ（画：峰岸とおる、竹書房、全3巻）
- スロッターブギ（画：峰岸とおる、竹書房、全1巻）